# Commonwealth Games 1990/Badminton
Die 14. Commonwealth Games fanden vom 24. Januar bis 3. Februar 1990 in der neuseeländischen Stadt Auckland statt. Folgend die Medaillengewinner im Badminton.

## Finalresultate
| Disziplin    | Sieger                   | Finalist                     | Ergebnis          |
| ------------ | ------------------------ | ---------------------------- | ----------------- |
| Herreneinzel | Rashid Sidek             | Foo Kok Keong                | 15–8, 15–10       |
| Dameneinzel  | Fiona Smith              | Denyse Julien                | 11–7, 12-9        |
| Herrendoppel | Jalani Sidek Razif Sidek | Cheah Soon Kit Rashid Sidek  | 15-8, 15-8        |
| Damendoppel  | Fiona Smith Sara Sankey  | Gillian Clark Gillian Gowers | 18-14, 2–15, 15–9 |
| Mixed        | Chan Chi Choi Amy Chan   | Miles Johnson Sara Sankey    | 15-7, 15-12       |
| Team         | England                  | Kanada                       | 5-0               |

## Medaillengewinner
| Disziplin    | Gold | Silber | Bronze |
| ------------ | --- | --- | --- |
| Herreneinzel | Rashid Sidek | Foo Kok Keong | Darren Hall |
| Dameneinzel  | Fiona Smith | Denyse Julien | Helen Troke |
| Herrendoppel | Jalani Sidek Razif Sidek | Cheah Soon Kit Rashid Sidek | Mike Bitten Bryan Blanshard |
| Damendoppel  | Sara Sankey Fiona Smith | Gillian Clark Gillian Gowers | Johanne Falardeau Denyse Julien |
| Mixed        | Chan Chi Choi Amy Chan | Miles Johnson Sara Sankey | Andy Goode Gillian Clark |
| Mannschaft   | England (Andy Goode, Darren Hall, Fiona Smith, Gillian Clark, Gillian Gowers, Helen Troke, Miles Johnson, Sara Sankey, Steve Baddeley, Steve Butler) | Kanada (Anil Kaul, Bryan Blanshard, Claire Sharpe, David Humble, Denyse Julien, Doris Piché, Johanne Falardeau, Linda Cloutier, Mike Bitten, Mike Butler) | Hongkong (Amy Chan, Chan Chi Choi, Chan Kin Ngai, Chan Man Wa, Chiu Mei Yin, Ng Pak Kum, Chan Siu Kwong, Yeung Yik Kei, Cheng Yin Sat) |